# Powiat Uda
Powiat Uda (jap. 宇陀郡 Uda-gun) – powiat w Japonii, w prefekturze Nara. W 2024 roku liczył 2542 mieszkańców.

## Miejscowości
- Mitsue
- Soni